# 康平湖站
康平湖站是郑州地铁城郊线的地铁车站，位于中华人民共和国河南省郑州市航空港区（行政区划属新郑市）太湖路和凌风街交叉口，于2017年11月16日开通启用。
目前城郊線与2号线实行直通运营，并开行大小交路列车，小交路从贾河站运行至南四环站折返，只有往返贾河站和郑州航空港站的大交路車途經本站。

## 車站結構

### 车站楼层
康平湖站的主体结构位于太湖路地下，为地下二层车站，B1层为站厅层，B2层为站台层。
| 1F  | 地面     | 所有出入口                                       | 所有出入口                                       | 所有出入口                                       |
| B1F | 站厅     | 客服中心、自动售票机、行李检查、闸机、车站控制室 | 客服中心、自动售票机、行李检查、闸机、车站控制室 | 客服中心、自动售票机、行李检查、闸机、车站控制室 |
| B2F | █ 城郊线 | 往南四环/2号线贾河 （港区北）                    | 往南四环/2号线贾河 （港区北）                    | 往南四环/2号线贾河 （港区北）                    |
| B2F | 岛式站台 |                                                  | 至站厅                                           | 卫生间                                           |
| B2F | █ 城郊线 | 往郑州航空港站 （兰河公园）                      | 往郑州航空港站 （兰河公园）                      | 往郑州航空港站 （兰河公园）                      |

### 站厅
康平湖站的站厅位于B1层，设有客服中心、自动售票机、行李检查等设施。站厅由闸机和栏杆分隔为付费区和非付费区，付费区内设有自动扶梯、步梯和无障碍电梯连接站台。

### 站台
康平湖站设一座岛式站台，位于B2层，安装有高站台门。站台呈东西向，北侧站台面由城郊线往南四环/2号线贾河方向的列车使用，南侧站台面由城郊线往郑州航空港站方向的列车使用。站台东端设有卫生间。

### 出入口
康平湖站設有A、B、C、D共4個出口，分设于太湖路与凌风街交叉路口的东南、西南、西北、东北四角，连接站厅非付费区，其中A口设有无障碍电梯。
该站各出入口的信息如下表所示。
| 太湖路凌风街 | 太湖路凌风街 | 太湖路凌风街 | 太湖路凌风街 | 太湖路凌风街 |
| 编号         | 路线         | 路线         | 路线         | 备注         |
| ------------ | ------------ | ------------ | ------------ | ------------ |
| 622          | 港区客运站   | ⇆            | 雍州路护航路 |              |

| 太湖路凌风街 | 太湖路凌风街 | 太湖路凌风街 | 太湖路凌风街 | 太湖路凌风街 |
| 编号         | 路线         | 路线         | 路线         | 备注         |
| ------------ | ------------ | ------------ | ------------ | ------------ |
| 622          | 港区客运站   | ⇆            | 雍州路护航路 |              |

## 歷史
城郊线一期于2017年1月12日开通时，康平湖站已竣工，但因周边市政设施尚未完善，在城郊线开通运营初期并未启用，列车于此站越站运行。随后于2017年11月16日，康平湖站正式开通运营。